# 第42回スーパーボウル
第42回スーパーボウル（Super Bowl XLII）は、2008年2月3日にアメリカ合衆国アリゾナ州グレンデールのユニバーシティ・オブ・フェニックス・スタジアムで開催されたアメリカンフットボールの試合。2007年シーズンのNFL優勝をかけて、AFC王者ニューイングランド・ペイトリオッツとNFC王者ニューヨーク・ジャイアンツが対戦した。その結果、ジャイアンツが17-14でペイトリオッツを下し、17年ぶり3回目の優勝を果たした。MVPにはジャイアンツのQBイーライ・マニングが選ばれた。
この両チームはレギュラーシーズン最終週でも対戦しており、このときは38-35でペイトリオッツが勝利していた。この勝利でペイトリオッツは、1972年のマイアミ・ドルフィンズ以来となるレギュラーシーズン全勝を達成した。これは1978年にレギュラーシーズンの試合数が14から16に増加した後では初の快挙であった。一方のジャイアンツは10勝6敗で、NFC第5シードのワイルドカードとなった。両チームの対戦に対してラスベガスのブックメーカーはペイトリオッツが13.5点有利とハンディをつけた。しかし1972年のドルフィンズが無敗で第7回スーパーボウルまで制したのに対し、今回のペイトリオッツは最後に敗れてシーズン全勝優勝を逃した。
試合は第3Qまでは両チームのディフェンスが頑張りペイトリオッツが7-3でリードして第4Qを迎えた。残り11分05秒でジャイアンツがTDをあげて10-7と逆転したが残り2分42秒でペイトリオッツが逆転TDで14-10とリードした。ジャイアンツの攻撃、残り1分15秒で3アンド5、自陣44ヤード地点からの攻撃の場面でQBサックされそうになったイーライ・マニングからデビッド・タイリーへの32ヤードのパスが通り敵陣24ヤードまでボールが前進した。4プレイ後残り時間35秒にプラキシコ・バレスへのTDパスが決まり17-14でジャイアンツが勝利した。

## 背景
開催地についてNFLは当初、アメリカ同時多発テロ事件からの回復をアピールしようと、アリゾナ州ではなくニューヨークまたはワシントンD.C.での開催を考えていた。まずドーム球場がなくスタジアムの老朽化しているニューヨークは厳しい気象条件のため候補から外された。ワシントンD.C.にはドーム球場はなかったものの、新しいスタジアムであるフェデックスフィールドがあり、ニューヨークよりは気象条件が穏やかであることから候補に残った。最終的にグレンデール、ワシントンD.C.、フロリダ州タンパが開催地候補となり、2003年10月にイリノイ州シカゴで開かれたNFLオーナー会議の結果、グレンデールでの開催に決定した。開閉式ドーム球場での開催は、テキサス州ヒューストンのリライアント・スタジアムで行われた第38回（2004年2月）に次いで2度目となった。2007年2月6日、アリゾナ州知事のジャネット・ナポリターノによってフェニックス・スカイハーバー国際空港でスーパーボウル開催のための組織委員会設立のセレモニーが行われた。スーパーボウルのロゴは、アリゾナ州の形である赤地の背景に、アリゾナ州におけるネイティブアメリカンの文化を表すターコイズブルーでXLIIの文字を描き、赤い星でAFCを、青い星でNFCを表した。

### プレーオフ
ペイトリオッツはプレーオフ初戦のディビジョナルプレーオフでジャクソンビル・ジャガーズ戦でブレイディは28本中26本のパス成功（パス成功率92.9%のNFL記録）、268ヤードを投げて3本のタッチダウンパスを通し31-20で勝利した。またロドニー・ハリソンはNFLタイ記録となるプレーオフ4試合連続でのインターセプトを決めた。AFCチャンピオンシップゲームではブレイディが3回のインターセプトを喫したがローレンス・マロニーが122ヤードを走る活躍を見せると共にディフェンスがサンディエゴ・チャージャーズをFG4本に抑え21-12でスーパーボウルに勝ち上がった。
一方ジャイアンツはNFCのチームとしてロードでのプレーオフを3連勝してスーパーボウルに勝ち上がった最初のチームとなった。第4シードのタンパベイ・バッカニアーズを24-14で破ると第1シードのダラス・カウボーイズとの対戦でR・W・マクォーターズがエンドゾーンでトニー・ロモのパスをインターセプトする活躍を見せ21-17で勝利しNFCチャンピオンシップゲームに進出した。グリーンベイ・パッカーズとの対戦は氷点下18.3度（体感気温氷点下31.1度）のランボー・フィールドで行われた。オーバータイムにもつれたこの試合でコリー・ウェブスターがブレット・ファーヴのパスをインターセプト、最後はローレンス・タインズがポストシーズンにランボー・フィールドでプレイしたアウェイのキッカーとしては最長となる47ヤードのFGを決めて23-20でスーパーボウルに勝ち上がった。

## 試合経過
| \| 開始 \| 開始 \| 開始 \| ボール保持 \| ドライブ \| ドライブ \| TOP \| 結果 \| 得点内容 \| 得点内容 \| 得点内容 \| 得点 \| 得点 \| \| Q \| 時間 \| 地点 \| ボール保持 \| P \| yd \| TOP \| 結果 \| yd \| 得点者 \| PAT \| ジャイアンツ \| ペイトリオッツ \| \| ------------------------------------------------------------------------------------------------------------------------------- \| ------------------------------------------------------------------------------------------------------------------------------- \| ------------------------------------------------------------------------------------------------------------------------------- \| ------------------------------------------------------------------------------------------------------------------------------- \| ------------------------------------------------------------------------------------------------------------------------------- \| ------------------------------------------------------------------------------------------------------------------------------- \| ------------------------------------------------------------------------------------------------------------------------------- \| ------------------------------------------------------------------------------------------------------------------------------- \| ------------------------------------------------------------------------------------------------------------------------------- \| ------------------------------------------------------------------------------------------------------------------------------- \| ------------------------------------------------------------------------------------------------------------------------------- \| ------------ \| -------------- \| \| 1 \| 15:00 \| 自陣23 \| ジャイアンツ \| 16 \| 63 \| 9:59 \| フィールドゴール成功 \| 32 \| Tynes \| — \| 3 \| 0 \| \| 1-2 \| 5:01 \| 自陣44 \| ペイトリオッツ \| 12 \| 56 \| 5:04 \| タッチダウン（ラン） \| 1 \| Maroney \| キック成功 \| 3 \| 7 \| \| 2 \| 14:57 \| 自陣40 \| ジャイアンツ \| 7 \| 46 \| 3:04 \| インターセプト \| — \| — \| — \| — \| — \| \| 2 \| 11:53 \| 自陣33 \| ペイトリオッツ \| 3 \| 7 \| 2:02 \| パント \| — \| — \| — \| — \| — \| \| 2 \| 9:51 \| 自陣36 \| ジャイアンツ \| 3 \| 6 \| 1:16 \| パント \| — \| — \| — \| — \| — \| \| 2 \| 8:35 \| 自陣30 \| ペイトリオッツ \| 3 \| -14 \| 1:50 \| パント \| — \| — \| — \| — \| — \| \| 2 \| 6:45 \| 自陣43 \| ジャイアンツ \| 7 \| 18 \| 4:58 \| パント \| — \| — \| — \| — \| — \| \| 2 \| 1:47 \| 自陣11 \| ペイトリオッツ \| 9 \| 45 \| 1:37 \| ファンブルロスト \| — \| — \| — \| — \| — \| \| 2 \| 0:10 \| 敵陣49 \| ジャイアンツ \| 2 \| 0 \| 0:10 \| 前半終了 \| — \| — \| — \| — \| — \| \| 前半終了 \| \| \| \| \| \| \| \| \| \| \| \| \| \| 3 \| 15:00 \| 自陣21 \| ペイトリオッツ \| 13 \| 48 \| 8:17 \| 第4ダウン失敗 \| — \| — \| — \| — \| — \| \| 3 \| 6:43 \| 自陣31 \| ジャイアンツ \| 7 \| 28 \| 3:39 \| パント \| — \| — \| — \| — \| — \| \| 3-4 \| 3:04 \| 自陣10 \| ペイトリオッツ \| 8 \| 45 \| 3:12 \| パント \| — \| — \| — \| — \| — \| \| 4 \| 14:52 \| 自陣20 \| ジャイアンツ \| 6 \| 80 \| 3:47 \| タッチダウン（パス） \| 5 \| マニング→Tyree \| キック成功 \| 10 \| 7 \| \| 4 \| 11:05 \| 自陣11 \| ペイトリオッツ \| 4 \| 20 \| 1:45 \| パント \| — \| — \| — \| — \| — \| \| 4 \| 9:20 \| 自陣29 \| ジャイアンツ \| 3 \| 9 \| 1:26 \| パント \| — \| — \| — \| — \| — \| \| 4 \| 7:54 \| 自陣20 \| ペイトリオッツ \| 12 \| 80 \| 5:12 \| タッチダウン（パス） \| 6 \| ブレイディ→モス \| キック成功 \| 10 \| 14 \| \| 4 \| 2:42 \| 自陣17 \| ジャイアンツ \| 12 \| 83 \| 2:07 \| タッチダウン（パス） \| 13 \| マニング→Burress \| キック成功 \| 17 \| 14 \| \| 4 \| 0:35 \| 自陣26 \| ペイトリオッツ \| 4 \| -10 \| 0:34 \| 第4ダウン失敗 \| — \| — \| — \| — \| — \| \| 4 \| 0:01 \| 敵陣16 \| ジャイアンツ \| 1 \| 0 \| 0:01 \| 試合終了 \| — \| — \| — \| — \| — \| \| P=プレー数、TOP=タイム・オブ・ポゼッション、PAT=ポイント・アフター・タッチダウン。 アメリカンフットボールの用語集 (en) も参照。 \| P=プレー数、TOP=タイム・オブ・ポゼッション、PAT=ポイント・アフター・タッチダウン。 アメリカンフットボールの用語集 (en) も参照。 \| P=プレー数、TOP=タイム・オブ・ポゼッション、PAT=ポイント・アフター・タッチダウン。 アメリカンフットボールの用語集 (en) も参照。 \| P=プレー数、TOP=タイム・オブ・ポゼッション、PAT=ポイント・アフター・タッチダウン。 アメリカンフットボールの用語集 (en) も参照。 \| P=プレー数、TOP=タイム・オブ・ポゼッション、PAT=ポイント・アフター・タッチダウン。 アメリカンフットボールの用語集 (en) も参照。 \| P=プレー数、TOP=タイム・オブ・ポゼッション、PAT=ポイント・アフター・タッチダウン。 アメリカンフットボールの用語集 (en) も参照。 \| P=プレー数、TOP=タイム・オブ・ポゼッション、PAT=ポイント・アフター・タッチダウン。 アメリカンフットボールの用語集 (en) も参照。 \| P=プレー数、TOP=タイム・オブ・ポゼッション、PAT=ポイント・アフター・タッチダウン。 アメリカンフットボールの用語集 (en) も参照。 \| P=プレー数、TOP=タイム・オブ・ポゼッション、PAT=ポイント・アフター・タッチダウン。 アメリカンフットボールの用語集 (en) も参照。 \| P=プレー数、TOP=タイム・オブ・ポゼッション、PAT=ポイント・アフター・タッチダウン。 アメリカンフットボールの用語集 (en) も参照。 \| P=プレー数、TOP=タイム・オブ・ポゼッション、PAT=ポイント・アフター・タッチダウン。 アメリカンフットボールの用語集 (en) も参照。 \| 17 \| 14 \| | | | | | | | | | | |              |                |
| 開始 | 開始 | 開始 | ボール保持 | ドライブ | ドライブ | TOP | 結果 | 得点内容 | 得点内容 | 得点内容 | 得点         | 得点           |
| Q | 時間 | 地点 | ボール保持 | P | yd | TOP | 結果 | yd | 得点者 | PAT | ジャイアンツ | ペイトリオッツ |
| 1 | 15:00 | 自陣23 | ジャイアンツ | 16 | 63 | 9:59 | フィールドゴール成功 | 32 | Tynes | — | 3            | 0              |
| 1-2 | 5:01 | 自陣44 | ペイトリオッツ | 12 | 56 | 5:04 | タッチダウン（ラン） | 1 | Maroney | キック成功 | 3            | 7              |
| 2 | 14:57 | 自陣40 | ジャイアンツ | 7 | 46 | 3:04 | インターセプト | — | — | — | —            | —              |
| 2 | 11:53 | 自陣33 | ペイトリオッツ | 3 | 7 | 2:02 | パント | — | — | — | —            | —              |
| 2 | 9:51 | 自陣36 | ジャイアンツ | 3 | 6 | 1:16 | パント | — | — | — | —            | —              |
| 2 | 8:35 | 自陣30 | ペイトリオッツ | 3 | -14 | 1:50 | パント | — | — | — | —            | —              |
| 2 | 6:45 | 自陣43 | ジャイアンツ | 7 | 18 | 4:58 | パント | — | — | — | —            | —              |
| 2 | 1:47 | 自陣11 | ペイトリオッツ | 9 | 45 | 1:37 | ファンブルロスト | — | — | — | —            | —              |
| 2 | 0:10 | 敵陣49 | ジャイアンツ | 2 | 0 | 0:10 | 前半終了 | — | — | — | —            | —              |
| 前半終了 | | | | | | | | | | |              |                |
| 3 | 15:00 | 自陣21 | ペイトリオッツ | 13 | 48 | 8:17 | 第4ダウン失敗 | — | — | — | —            | —              |
| 3 | 6:43 | 自陣31 | ジャイアンツ | 7 | 28 | 3:39 | パント | — | — | — | —            | —              |
| 3-4 | 3:04 | 自陣10 | ペイトリオッツ | 8 | 45 | 3:12 | パント | — | — | — | —            | —              |
| 4 | 14:52 | 自陣20 | ジャイアンツ | 6 | 80 | 3:47 | タッチダウン（パス） | 5 | マニング→Tyree | キック成功 | 10           | 7              |
| 4 | 11:05 | 自陣11 | ペイトリオッツ | 4 | 20 | 1:45 | パント | — | — | — | —            | —              |
| 4 | 9:20 | 自陣29 | ジャイアンツ | 3 | 9 | 1:26 | パント | — | — | — | —            | —              |
| 4 | 7:54 | 自陣20 | ペイトリオッツ | 12 | 80 | 5:12 | タッチダウン（パス） | 6 | ブレイディ→モス | キック成功 | 10           | 14             |
| 4 | 2:42 | 自陣17 | ジャイアンツ | 12 | 83 | 2:07 | タッチダウン（パス） | 13 | マニング→Burress | キック成功 | 17           | 14             |
| 4 | 0:35 | 自陣26 | ペイトリオッツ | 4 | -10 | 0:34 | 第4ダウン失敗 | — | — | — | —            | —              |
| 4 | 0:01 | 敵陣16 | ジャイアンツ | 1 | 0 | 0:01 | 試合終了 | — | — | — | —            | —              |
| P=プレー数、TOP=タイム・オブ・ポゼッション、PAT=ポイント・アフター・タッチダウン。 アメリカンフットボールの用語集 (en) も参照。 | P=プレー数、TOP=タイム・オブ・ポゼッション、PAT=ポイント・アフター・タッチダウン。 アメリカンフットボールの用語集 (en) も参照。 | P=プレー数、TOP=タイム・オブ・ポゼッション、PAT=ポイント・アフター・タッチダウン。 アメリカンフットボールの用語集 (en) も参照。 | P=プレー数、TOP=タイム・オブ・ポゼッション、PAT=ポイント・アフター・タッチダウン。 アメリカンフットボールの用語集 (en) も参照。 | P=プレー数、TOP=タイム・オブ・ポゼッション、PAT=ポイント・アフター・タッチダウン。 アメリカンフットボールの用語集 (en) も参照。 | P=プレー数、TOP=タイム・オブ・ポゼッション、PAT=ポイント・アフター・タッチダウン。 アメリカンフットボールの用語集 (en) も参照。 | P=プレー数、TOP=タイム・オブ・ポゼッション、PAT=ポイント・アフター・タッチダウン。 アメリカンフットボールの用語集 (en) も参照。 | P=プレー数、TOP=タイム・オブ・ポゼッション、PAT=ポイント・アフター・タッチダウン。 アメリカンフットボールの用語集 (en) も参照。 | P=プレー数、TOP=タイム・オブ・ポゼッション、PAT=ポイント・アフター・タッチダウン。 アメリカンフットボールの用語集 (en) も参照。 | P=プレー数、TOP=タイム・オブ・ポゼッション、PAT=ポイント・アフター・タッチダウン。 アメリカンフットボールの用語集 (en) も参照。 | P=プレー数、TOP=タイム・オブ・ポゼッション、PAT=ポイント・アフター・タッチダウン。 アメリカンフットボールの用語集 (en) も参照。 | 17           | 14             |

気温は摂氏21度（華氏70度）、開閉式ドームの屋根は閉じられた状態で試合が始まった。キックオフ後、ジャイアンツのドライブは自陣23ヤードから、スーパーボウル記録の9分57秒をかけて16プレイで63ヤード前進し、32ヤードのフィールドゴールで3点を先制した。
第1Q最後、トム・ブレイディからベンジャミン・ワトソンへのパスをアントニオ・ピアースがエンドゾーン内でパスインターフェアランスの反則を犯し、ペイトリオッツはゴール前1ヤードからのファーストダウンの権利を得た。
第2Qに入り、1プレイ目に、ローレンス・マロニーの1ヤードランで、7-3と逆転した。
その後、両チームとも得点が無く第4Qに入った。
ジャイアンツは自陣20ヤードから、ケビン・ボスへの45ヤードのパスが決まり敵陣に攻め込むと、残り11分05秒、最後はデビッド・タイリーへの5ヤードのタッチダウンパスが決まり10-7と逆転した。
その後、1回ずつパントを蹴り合った後、ペイトリオッツは自陣20ヤードからのドライブで、10プレイで75ヤード進むと、残り2分42秒、最後はランディ・モスへの５ヤードのタッチダウンパスが決まり、14-10と再逆転した。
後が無くなったジャイアンツは、自陣17ヤードからの攻撃となった。7プレイで27ヤード前進し、残り1分15秒で3アンド5となった。
自陣44ヤード地点からの攻撃の場面でQBサックされそうになったイーライ・マニングは、ユニフォームをつかまれながらも辛くもQBサックを免れると、デビッド・タイリーへの32ヤードのパスを決め、敵陣24ヤードまで前進した。次の2プレイで1ヤード後退したが、3ダウン11でスティーブ・スミスへのパスが決まり、敵陣13ヤードまで進んだ。次のプレイ、残り時間35秒にプラキシコ・バレスへのTDパスが決まり17-14と、再度ジャイアンツがリードした。
ペイトリオッツは、残り29秒という時間の中、自陣26ヤードからの最後の攻撃に賭けた。ブレイディはロングパスを4回試みたが、サック1回、不成功3回に終わり、ジャイアンツの勝利が決定した。
MVPには第4Qに2本のTDパスを決めたジャイアンツのQB・イーライ・マニングが選ばれた。
両チーム合計31点は、第40回スーパーボウルと並び、第10回スーパーボウル以降ではもっともロースコアとなった。また、試合前劣勢を伝えられていたジャイアンツが勝利したことで、NFLの世紀の番狂わせTOP10の第2位に選ばれている。

### スターティングラインアップ
| ジャイアンツ                            | ポジション | ペイトリオッツ                                    |
| --------------------------------------- | ---------- | ------------------------------------------------- |
| オフェンス                              |            |                                                   |
| プラキシコ・バレス Plaxico Burress      | WR         | ウェズ・ウェルカー Wes Welker                     |
| デビッド・ディール David Diehl          | LT         | マット・ライト Matt Light                         |
| リッチ・ソーバート Rich Seubert         | LG         | ローガン・マンキンス Logan Mankins                |
| ショーン・オハラ Shaun O'Hara           | C          | ダン・コッペン Dan Koppen                         |
| クリス・スニー Chris Snee               | RG         | スティーブン・ニール Stephen Neal                 |
| カリーム・マッケンジー Kareem McKenzie  | RT         | ニック・カクザー Nick Kaczur                      |
| ケビン・ボス Kevin Boss                 | TE         | ベンジャミン・ワトソン Benjamin Watson            |
| アマニ・トゥーマー Amani Toomer         | WR         | ランディ・モス Randy Moss                         |
| イーライ・マニング Eli Manning          | QB         | トム・ブレイディ Tom Brady                        |
| ブランドン・ジェイコブス Brandon Jacobs | RB         | ローレンス・マロニー Laurence Maroney             |
| マイケル・マシューズ Michael Matthews   | TE         | カイル・ブレイディ Kyle Brady                     |
| ディフェンス                            |            |                                                   |
| マイケル・ストレイハン Michael Strahan  | LE         | タイ・ウォレン Ty Warren                          |
| バリー・コフィールド Barry Cofield      | LDT-NT     | ビンス・ウィルフォーク Vince Wilfork              |
| フレッド・ロビンズ Fred Robbins         | RDT-RE     | リチャード・シーモア Richard Seymour              |
| オウシ・ウメニオーラ Osi Umenyiora      | RE-LOLB    | マイク・ブラベル Mike Vrabel                      |
| レジー・トーバー Reggie Torbor          | LOLB-MLB   | テディ・ブルスキ Tedy Bruschi                     |
| アントニオ・ピアース Antonio Pierce     | MLB-ROLB   | エイドリアス・トーマス Adalius Thomas             |
| カウィカ・ミッチェル Kawika Mitchell    | ROLB-DB    | ブランドン・メリウェザー Brandon Meriweather      |
| アーロン・ロス Aaron Ross               | LCB        | アサンテ・サミュエル Asante Samuel                |
| コリー・ウェブスター Corey Webster      | RCB        | エリス・ホブス Ellis Hobbs                        |
| ジェームズ・バトラー James Butler       | SS         | ロドニー・ハリソン Rodney Harrison                |
| ジブリル・ウィルソン Gibril Wilson      | FS         | ジェームズ・サンダース James Sanders              |
| スペシャルチーム                        |            |                                                   |
| ローレンス・タインズ Lawrence Tynes     | K          | スティーブン・ゴストコウスキー Stephen Gostkowski |
| ジェフ・フィーグルス Jeff Feagles       | P          | クリス・ハンソン Chris Hanson                     |
| ヘッドコーチ                            |            |                                                   |
| トム・コフリン Tom Coughlin             |            | ビル・ベリチック Bill Belichick                   |

## エンターテイメント
NFLが主催したプレゲームパーティではウィリー・ネルソノがサラ・エバンズとデュエットで熱唱した。
- 国歌独唱：ジョーダン・スパークス（『アメリカン・アイドル』シーズン6優勝者）
- ハーフタイムショー：トム・ペティ&ザ・ハートブレイカーズ

## 放送
全米でのテレビ中継はFOXが担当し、国際映像はNFLネットワークを通じて全世界に中継された。また、ハーフタイムショーの冠スポンサーには日本のタイヤメーカーブリヂストンが務めた。テレビ中継の全米視聴率は43.1%、平均視聴者数は約9,750万人を記録した。この平均視聴者数は、スーパーボウル中継では第30回（1996年1月）の約9,408万人を上回る当時の史上最高記録であり、全ジャンルを通してもテレビドラマ『マッシュ』最終話（1983年2月28日、CBS）の約1億600万人に次いで史上2位となる。

### 日本国内の放送
- 日本テレビ・日テレG+　実況：藤井貴彦　解説：後藤完夫
- NHK衛星第1　実況：曽根優　解説：河口正史

## 評価
2016年2月の第50回スーパーボウル開催を目前に控えた時期、複数のメディアが過去49回のスーパーボウルすべてを名勝負順に並べたランキングを発表した。そのうち『スポーツ・イラストレイテッド』のドン・バンクス、『USAトゥデイ』のネイト・デービスと『ニューヨーク・ポスト』のスティーブ・サービー、『ニューズデイ』のニール・ベストと『ヒューストン・クロニクル』のグレッグ・レイジャンの5者が、この第42回をスーパーボウル史上最高の名勝負に選んだ。他のメディアでは『サンディエゴ・ユニオン＝トリビューン』のエディ・ブラウンが第2位、『ワシントン・ポスト』のジェレミー・ゴットリーブと『ニューヨーク・デイリーニューズ』のゲイリー・マイヤーズがそれぞれ第3位、ESPNのジョン・クレイトンが第5位という順位をつけている。

## トーナメント表
|  |                                                 |                                                 |                                                 |                        |                        |                              |                                |                              |                              |                              |                              |                                   |                                   |                                   |  |  |  |  |
|  | 2008年1月6日 レイモンド・ジェームス・スタジアム | 2008年1月6日 レイモンド・ジェームス・スタジアム | 2008年1月6日 レイモンド・ジェームス・スタジアム |                        |                        | 1月13日 テキサス・スタジアム | 1月13日 テキサス・スタジアム   | 1月13日 テキサス・スタジアム |                              |                              |                              |                                   |                                   |                                   |  |  |  |  |
|  | 2008年1月6日 レイモンド・ジェームス・スタジアム | 2008年1月6日 レイモンド・ジェームス・スタジアム | 2008年1月6日 レイモンド・ジェームス・スタジアム |                        |                        | 1月13日 テキサス・スタジアム | 1月13日 テキサス・スタジアム   | 1月13日 テキサス・スタジアム |                              |                              |                              |                                   |                                   |                                   |  |  |  |  |
|  | 2008年1月6日 レイモンド・ジェームス・スタジアム | 2008年1月6日 レイモンド・ジェームス・スタジアム | 2008年1月6日 レイモンド・ジェームス・スタジアム |                        |                        | 1月13日 テキサス・スタジアム | 1月13日 テキサス・スタジアム   | 1月13日 テキサス・スタジアム |                              |                              |                              |                                   |                                   |                                   |  |  |  |  |
|  | 2008年1月6日 レイモンド・ジェームス・スタジアム | 2008年1月6日 レイモンド・ジェームス・スタジアム | 2008年1月6日 レイモンド・ジェームス・スタジアム |                        |                        | 1月13日 テキサス・スタジアム | 1月13日 テキサス・スタジアム   | 1月13日 テキサス・スタジアム |                              |                              |                              |                                   |                                   |                                   |  |  |  |  |
|  | 5                                               | ジャイアンツ                                    | 24                                              |                        |                        | 1月13日 テキサス・スタジアム | 1月13日 テキサス・スタジアム   | 1月13日 テキサス・スタジアム |                              |                              |                              |                                   |                                   |                                   |  |  |  |  |
|  | 5                                               | ジャイアンツ                                    | 24                                              | 5                      | ジャイアンツ           | 21                           |                                |                              |                              |                              |                              |                                   |                                   |                                   |  |  |  |  |
|  | 4                                               | バッカニアーズ                                  | 14                                              | 5                      | ジャイアンツ           | 21                           |                                |                              | 1月20日 ランボー・フィールド | 1月20日 ランボー・フィールド | 1月20日 ランボー・フィールド |                                   |                                   |                                   |  |  |  |  |
|  | 4                                               | バッカニアーズ                                  | 14                                              | 1                      | カウボーイズ           | 17                           |                                |                              | 1月20日 ランボー・フィールド | 1月20日 ランボー・フィールド | 1月20日 ランボー・フィールド |                                   |                                   |                                   |  |  |  |  |
|  |                                                 |                                                 |                                                 | 1                      | カウボーイズ           | 17                           |                                |                              | 1月20日 ランボー・フィールド | 1月20日 ランボー・フィールド | 1月20日 ランボー・フィールド |                                   |                                   |                                   |  |  |  |  |
|  | NFC                                             |                                                 |                                                 |                        |                        |                              |                                |                              | 1月20日 ランボー・フィールド | 1月20日 ランボー・フィールド | 1月20日 ランボー・フィールド |                                   |                                   |                                   |  |  |  |  |
|  | 2008年1月5日 クエスト・フィールド               | 2008年1月5日 クエスト・フィールド               | 2008年1月5日 クエスト・フィールド               | 5                      | ジャイアンツ           | 23*                          |                                |                              |                              |                              |                              |                                   |                                   |                                   |  |  |  |  |
|  | 2008年1月5日 クエスト・フィールド               | 2008年1月5日 クエスト・フィールド               | 2008年1月5日 クエスト・フィールド               | 5                      | ジャイアンツ           | 23*                          | 1月12日 - ランボー・フィールド |                              |                              |                              |                              |                                   |                                   |                                   |  |  |  |  |
|  | 2008年1月5日 クエスト・フィールド               | 2008年1月5日 クエスト・フィールド               | 2008年1月5日 クエスト・フィールド               |                        | 2                      | パッカーズ                   | 20                             |                              |                              |                              |                              |                                   |                                   |                                   |  |  |  |  |
|  | 2008年1月5日 クエスト・フィールド               | 2008年1月5日 クエスト・フィールド               | 2008年1月5日 クエスト・フィールド               |                        | 2                      | パッカーズ                   | 20                             |                              |                              |                              |                              |                                   |                                   |                                   |  |  |  |  |
|  | 6                                               | レッドスキンズ                                  | 14                                              | NFC チャンピオンシップ | NFC チャンピオンシップ | NFC チャンピオンシップ       |                                |                              |                              |                              |                              |                                   |                                   |                                   |  |  |  |  |
|  | 6                                               | レッドスキンズ                                  | 14                                              | NFC チャンピオンシップ | NFC チャンピオンシップ | NFC チャンピオンシップ       | 3                              | シーホークス                 | 20                           |                              |                              |                                   |                                   |                                   |  |  |  |  |
|  | 3                                               | シーホークス                                    | 35                                              | NFC チャンピオンシップ | NFC チャンピオンシップ | NFC チャンピオンシップ       | 3                              | シーホークス                 | 20                           |                              |                              | 2月3日 フェニックス大学スタジアム | 2月3日 フェニックス大学スタジアム | 2月3日 フェニックス大学スタジアム |  |  |  |  |
|  | 3                                               | シーホークス                                    | 35                                              | NFC チャンピオンシップ | NFC チャンピオンシップ | NFC チャンピオンシップ       | 2                              | パッカーズ                   | 42                           |                              |                              | 2月3日 フェニックス大学スタジアム | 2月3日 フェニックス大学スタジアム | 2月3日 フェニックス大学スタジアム |  |  |  |  |
|  | ワイルドカード・プレーオフ                      |                                                 |                                                 |                        |                        |                              | 2                              | パッカーズ                   | 42                           |                              |                              | 2月3日 フェニックス大学スタジアム | 2月3日 フェニックス大学スタジアム | 2月3日 フェニックス大学スタジアム |  |  |  |  |
|  | ディビジョナル・プレーオフ                      |                                                 |                                                 |                        |                        |                              |                                |                              |                              |                              |                              | 2月3日 フェニックス大学スタジアム | 2月3日 フェニックス大学スタジアム | 2月3日 フェニックス大学スタジアム |  |  |  |  |
|  | 2008年1月6日 クアルコム・スタジアム             | 2008年1月6日 クアルコム・スタジアム             | 2008年1月6日 クアルコム・スタジアム             | N5                     | ジャイアンツ           | 17                           |                                |                              |                              |                              |                              |                                   |                                   |                                   |  |  |  |  |
|  | 2008年1月6日 クアルコム・スタジアム             | 2008年1月6日 クアルコム・スタジアム             | 2008年1月6日 クアルコム・スタジアム             | N5                     | ジャイアンツ           | 17                           | 1月13日 RCAドーム              |                              |                              |                              |                              |                                   |                                   |                                   |  |  |  |  |
|  | 2008年1月6日 クアルコム・スタジアム             | 2008年1月6日 クアルコム・スタジアム             | 2008年1月6日 クアルコム・スタジアム             |                        | A1                     | ペイトリオッツ               | 14                             |                              |                              |                              |                              |                                   |                                   |                                   |  |  |  |  |
|  | 2008年1月6日 クアルコム・スタジアム             | 2008年1月6日 クアルコム・スタジアム             | 2008年1月6日 クアルコム・スタジアム             |                        | A1                     | ペイトリオッツ               | 14                             |                              |                              |                              |                              |                                   |                                   |                                   |  |  |  |  |
|  | 6                                               | タイタンズ                                      | 6                                               | 第42回スーパーボウル   | 第42回スーパーボウル   | 第42回スーパーボウル         |                                |                              |                              |                              |                              |                                   |                                   |                                   |  |  |  |  |
|  | 6                                               | タイタンズ                                      | 6                                               | 第42回スーパーボウル   | 第42回スーパーボウル   | 第42回スーパーボウル         | 3                              | チャージャーズ               | 28                           |                              |                              |                                   |                                   |                                   |  |  |  |  |
|  | 3                                               | チャージャーズ                                  | 17                                              | 第42回スーパーボウル   | 第42回スーパーボウル   | 第42回スーパーボウル         | 3                              | チャージャーズ               | 28                           |                              |                              | 1月20日 ジレット・スタジアム      | 1月20日 ジレット・スタジアム      | 1月20日 ジレット・スタジアム      |  |  |  |  |
|  | 3                                               | チャージャーズ                                  | 17                                              | 第42回スーパーボウル   | 第42回スーパーボウル   | 第42回スーパーボウル         | 2                              | コルツ                       | 24                           |                              |                              | 1月20日 ジレット・スタジアム      | 1月20日 ジレット・スタジアム      | 1月20日 ジレット・スタジアム      |  |  |  |  |
|  |                                                 |                                                 |                                                 |                        |                        |                              | 2                              | コルツ                       | 24                           |                              |                              | 1月20日 ジレット・スタジアム      | 1月20日 ジレット・スタジアム      | 1月20日 ジレット・スタジアム      |  |  |  |  |
|  | AFC                                             |                                                 |                                                 |                        |                        |                              |                                |                              |                              |                              |                              | 1月20日 ジレット・スタジアム      | 1月20日 ジレット・スタジアム      | 1月20日 ジレット・スタジアム      |  |  |  |  |
|  | 2008年1月5日 ハインツ・フィールド               | 2008年1月5日 ハインツ・フィールド               | 2008年1月5日 ハインツ・フィールド               | 3                      | チャージャーズ         | 12                           |                                |                              |                              |                              |                              |                                   |                                   |                                   |  |  |  |  |
|  | 2008年1月5日 ハインツ・フィールド               | 2008年1月5日 ハインツ・フィールド               | 2008年1月5日 ハインツ・フィールド               | 3                      | チャージャーズ         | 12                           | 1月12日 ジレット・スタジアム   |                              |                              |                              |                              |                                   |                                   |                                   |  |  |  |  |
|  | 2008年1月5日 ハインツ・フィールド               | 2008年1月5日 ハインツ・フィールド               | 2008年1月5日 ハインツ・フィールド               |                        | 1                      | ペイトリオッツ               | 21                             |                              |                              |                              |                              |                                   |                                   |                                   |  |  |  |  |
|  | 2008年1月5日 ハインツ・フィールド               | 2008年1月5日 ハインツ・フィールド               | 2008年1月5日 ハインツ・フィールド               |                        | 1                      | ペイトリオッツ               | 21                             |                              |                              |                              |                              |                                   |                                   |                                   |  |  |  |  |
|  | 5                                               | ジャガーズ                                      | 31                                              | AFC チャンピオンシップ | AFC チャンピオンシップ | AFC チャンピオンシップ       |                                |                              |                              |                              |                              |                                   |                                   |                                   |  |  |  |  |
|  | 5                                               | ジャガーズ                                      | 31                                              | AFC チャンピオンシップ | AFC チャンピオンシップ | AFC チャンピオンシップ       | 5                              | ジャガーズ                   | 20                           |                              |                              |                                   |                                   |                                   |  |  |  |  |
|  | 4                                               | スティーラーズ                                  | 29                                              | AFC チャンピオンシップ | AFC チャンピオンシップ | AFC チャンピオンシップ       | 5                              | ジャガーズ                   | 20                           |                              |                              |                                   |                                   |                                   |  |  |  |  |
|  | 4                                               | スティーラーズ                                  | 29                                              | AFC チャンピオンシップ | AFC チャンピオンシップ | AFC チャンピオンシップ       | 1                              | ペイトリオッツ               | 31                           |                              |                              |                                   |                                   |                                   |  |  |  |  |
|  |                                                 |                                                 |                                                 |                        |                        |                              | 1                              | ペイトリオッツ               | 31                           |                              |                              |                                   |                                   |                                   |  |  |  |  |